# True Romance (album Charli XCX)
True Romance – debiutancki album studyjny angielskiej piosenkarki i autorki tekstów Charli XCX, wydany 13 kwietnia 2013 roku nakładem wytwórni Asylum i Atlantic Records. Pierwotnie album był planowany na kwiecień 2012 roku, ale wydanie albumu się opóźniło o cały rok. Tytuł albumu odnosi się do filmu Tony'ego Scotta o tej samej nazwie co album, czyli Prawdziwy Romans (oryg. True Romance), z którego Charli wzięła kawałek filmu jako sampel do piosenki pt. "Velvet Dreaming" z jej mixtape'u Super Ultra.
Mimo, iż album miał premierę 13 kwietnia 2013 roku, to na portalu muzycznym Pitchfork był już cały do odsłuchu 9 kwietnia 2013 roku, a większość piosenek z albumu można było znaleść na wcześniej wydanej EP-ce You're the One, a także na mixtape'ach Heartbreaks i Earthquakes oraz Super Ultra.

## Tło i nagrywanie
W wieku 14 lat, Charli namówiła swoich rodziców, aby pokryli koszty nagrania jej debiutanckiego albumu, 14, we wczesnych latach 2008. Publikowała nagrania demo albumu na swoją stronę Myspace. Przyciągnęło to uwagę promotora nielegalnych imprez rave we wschodnim Londynie, na które została zaproszona. Była reklamowana pseudonimem Charli XCX, który był jej nazwą użytkownika na MSN Messenger, kiedy była młodsza. Mimo nielegalnych imprez, rodzice wspierali karierę Charli i uczestniczyli na jej kilku występach. W późniejszym 2008, gdy album 14 nie został wydany komercyjnie, Charli wydała 2 single, „!Franchesckaar!| oraz podwójny singiel „Emelline” / „Art Bitch”, nakładem Orgy Musić. W wieku 18 lat, Charli przeniosła się do Londynu, by studiować sztuki piękne na Stade School of Fine Arts przy UCL, gdzie zrezygnowała z nich na drugim roku.
W 2010 roku, Charli XCX podpisała kontrakt z Asylum Records. Potem zrezygnowała z muzyki i uważa, że to był stracony okres. Potem poleciała do Los Angeles, aby się spotkać z producentami muzycznymi. Jednym z producentów którego spotkała był Ariel Rechtshaid. W ciągu dwugodzinnej sesji napisali piosenkę „Stay Away”. Stwierdziła, że to był moment „w którym zaczęło się wszystko układać”.
Oprócz Rechtshaida, zaczęła współpracować ze szwedzkim producentem Patrikiem Bergerem. Wysłał jej dwa podkłady, a ona szybko napisała piosenki do każdego z nich. Powstały z tego dwie piosenki, „I Love It” oraz „You’re the One”. Stwierdziła, że nie wyda „I Love It”, gdyż nie mogła się pogodzić ze brzmieniem piosenki, ale w 2012 roku szwedzki duet Icona Pop nagrał ponownie piosenkę i wydał ją jako singiel z wokalem Charli. Piosenka stała się międzynarodowym hitem.

## Odbiór

### Krytyczny
True Romance otrzymał ogólnie pozytywne opinie od krytyków muzycznych. Na Metacritic album otrzymał średnią ocenę 76/100, na podstawie 18 recenzji.

### Komercyjny
Album zadebiutował na 85. miejscu brytyjskiej listy UK Albums Chart, sprzedając 1 241 egzemplarzy w pierwszym tygodniu w Wielkiej Brytanii, a w lutym 2015 roku sprzedał się w 6 302 egzemplarzach również w Wielkiej Brytanii.

## Lista utwórów
| Nr  | Tytuł utworu                    | Autorzy tekstu                                       | Muzyka                     | Długość |
| --- | ------------------------------- | ---------------------------------------------------- | -------------------------- | ------- |
| 1.  | „Nuclear Seasons”               | Charlotte Aitchison, Ariel Rechtshaid, Justin Raisen | Rechtshaid                 | 4:38    |
| 2.  | „You (Ha Ha Ha)”                | Aitchison, Jocke Åhlund, Gold Panda                  | Åhlund, Mark "Spike" Stent | 3:08    |
| 3.  | „Take My Hand”                  | Aitchison, Rechtshaid, Raisen                        | Rechtshaid                 | 4:26    |
| 4.  | „Stay Away”                     | Aitchison, Rechtshaid                                | Rechtshaid                 | 3:48    |
| 5.  | „Set Me Free (Feel My Pain)”    | Aitchison, Rechtshaid, Dimitri Tikovoi               | Tikovoi, Rechtshaid        | 3:53    |
| 6.  | „Grins”                         | Aitchison, Michael Tucker                            | Blood Diamonds, Dan Aslet  | 3:53    |
| 7.  | „So Far Away”                   | Aitchison, Todd Rundgren, Paul White                 | White, Asle                | 3:21    |
| 8.  | „Cloud Aura (ft. Brooke Candy)” | Aitchison, Joseph Zucco, Candy                       | J£zus Million, Aslet       | 2:44    |
| 9.  | „What I Like”                   | Aitchison, Zucco                                     | J£zus Million, Aslet       | 3:02    |
| 10. | „Black Roses”                   | Aitchison, Rechtshaid, Raisen                        | Rechtshaid                 | 3:28    |
| 11. | „You're the One”                | Aitchison, Patrik Berger                             | Berger, Rechtshaid         | 3:15    |
| 12. | „How Can I”                     | Aitchison, Rechtshaid, Raisen                        | Rechtshaid                 | 3:55    |
| 13. | „Lock You Up”                   | Aitchison, Rechtshaid                                | Rechtshaid                 | 3:31    |
|     |                                 |                                                      |                            | 47:02   |

## Twórcy

### Muzyka
- Charli XCX – wokale
- Tom Boddy – dodatkowe programowanie (utwór 2); remiksów albumów
- Andrew Wilkinson – programowanie dodatkowe (utwory 2, 6)
- Dimitri Tikovoi – programowanie (utwór 5)
- Louise Burns – dodatkowy wokal (utwór 6)
- Brooke Candy – wokal (utwór 8)
- Ariel Rechtshaid – produkcja (utwory 1, 3–5, 10, 12, 13); produkcja dodatkowa (utwór 11)
- Rich Costey – miksowanie (utwór 1, 4, 11)
- Jocke ’hlund – produkcja (utwór 2)
- Mark "Spike" Stent – produkcja wokalna (utwór 2); miksowanie (utwór 2, 3, 5)
- Dimitri Tikovoi – produkcja (utwór 5)
- Blood Diamonds – produkcja (utwór 6)
- Dan Aslet – produkcja wokalna (utwóry 6–9); miksowanie (utwór 8)
- Neil Comber – miksowanie (utwory 6, 7, 9, 10, 12)
- Paul White – produkcja (utwór 7)
- Jzus Million – produkcja (utwory 8, 9)
- Patrik Berger – produkcja (utwór 11)
- Dave Bascombe – miksowanie (utwór 13)
- Stuart Hawkes – mastering

### Grafika
- Andy Hayes – design
- Dan Curwin – fotografia

## Notowania
| Wykres                                      | Pozycja |
| ------------------------------------------- | ------- |
| Australijskie albumy Hitseekers (ARIA)      | 11      |
| Albumy w Wielkiej Brytanii (OCC)            | 85      |
| Amerykańskie albumy Heatseekers (Billboard) | 5       |

## Historia wydania
| Region            | Data                 | Format               | Wytwórnia          |
| ----------------- | -------------------- | -------------------- | ------------------ |
| Irlandia          | 12 kwietnia 2013     | CD, digital download | Asylum, Atlantic   |
| Holandia          | 12 kwietnia 2013     | CD, digital download | Warner Music Group |
| Wielka Brytania   | 15 kwietnia 2013 r.  | CD, digital download | Asylum, Atlantic   |
| Kanada            | 16 kwietnia 2013     | CD, digital download | Warner Music Group |
| Stany Zjednoczone | 16 kwietnia 2013     | CD, digital download | Iamsound           |
| Australia         | 19 kwietnia 2013     | CD, digital download | Warner Music Group |
| Niemcy            | 31 maja 2013         | CD, digital download | Warner Music Group |
| Kanada            | 13 sierpnia 2013     | LP                   | Warner Music Group |
| Stany Zjednoczone | 13 sierpnia 2013     | LP                   | Iamsound           |
| Brazylia          | 14 października 2016 | CD                   | Warner Music Group |